# Mohamed Soumaïla
Mohamed Soumaïla (* 30. Oktober 1994 in Niamey) ist ein nigrischer Fußballspieler.
Soumaïla spielte in seiner Jugend bei Olympic Niamey. Von dort wechselte der zentrale Mittelfeldspieler den Profikader und wurde sofort Stammspieler. 2012 debütierte er für die nigrische Auswahl und bestritt 31 Länderspiele.
Der Spieler ist nicht mit dem Tschader Alassane Mohamed Soumaila zu verwechseln, der in Belgien Vereinsfußball spielt.